# Playa de Area
La playa de Area está situada a 4 km de la ciudad de Vivero, en la provincia de Lugo (Galicia, España). Cuenta con 1150 metros de longitud y un ancho variable entre 40 y 90 metros, dependiendo de las mareas.
Esta playa goza de excelentes accesos, un amplio paseo en paralelo, de toda clase de servicios turísticos (puestos de socorro, hoteles, restaurantes, discoteca-pub, albergue juvenil...) alta ocupación en la temporada estival y aguas transparentes y tranquilas.
Se encuentra cercana a la ladera del monte Faro, en una zona de abundante vegetación. Al noroeste de la playa se emplaza la isla de Area, importante refugio de aves marinas.

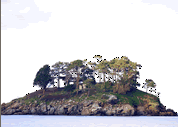
Isla de Area.